# 淘大工業村

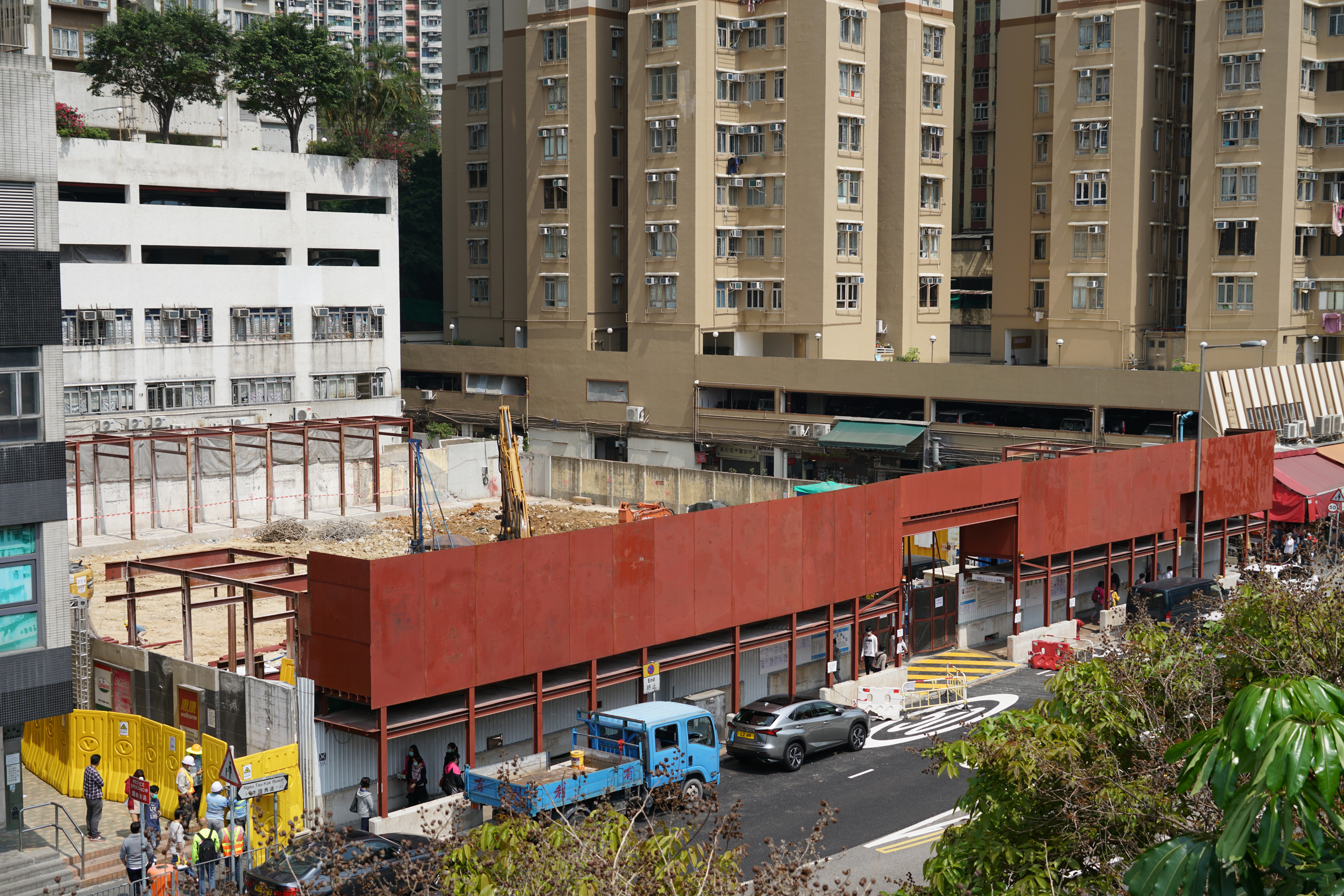
拆卸後的淘大工業村原址

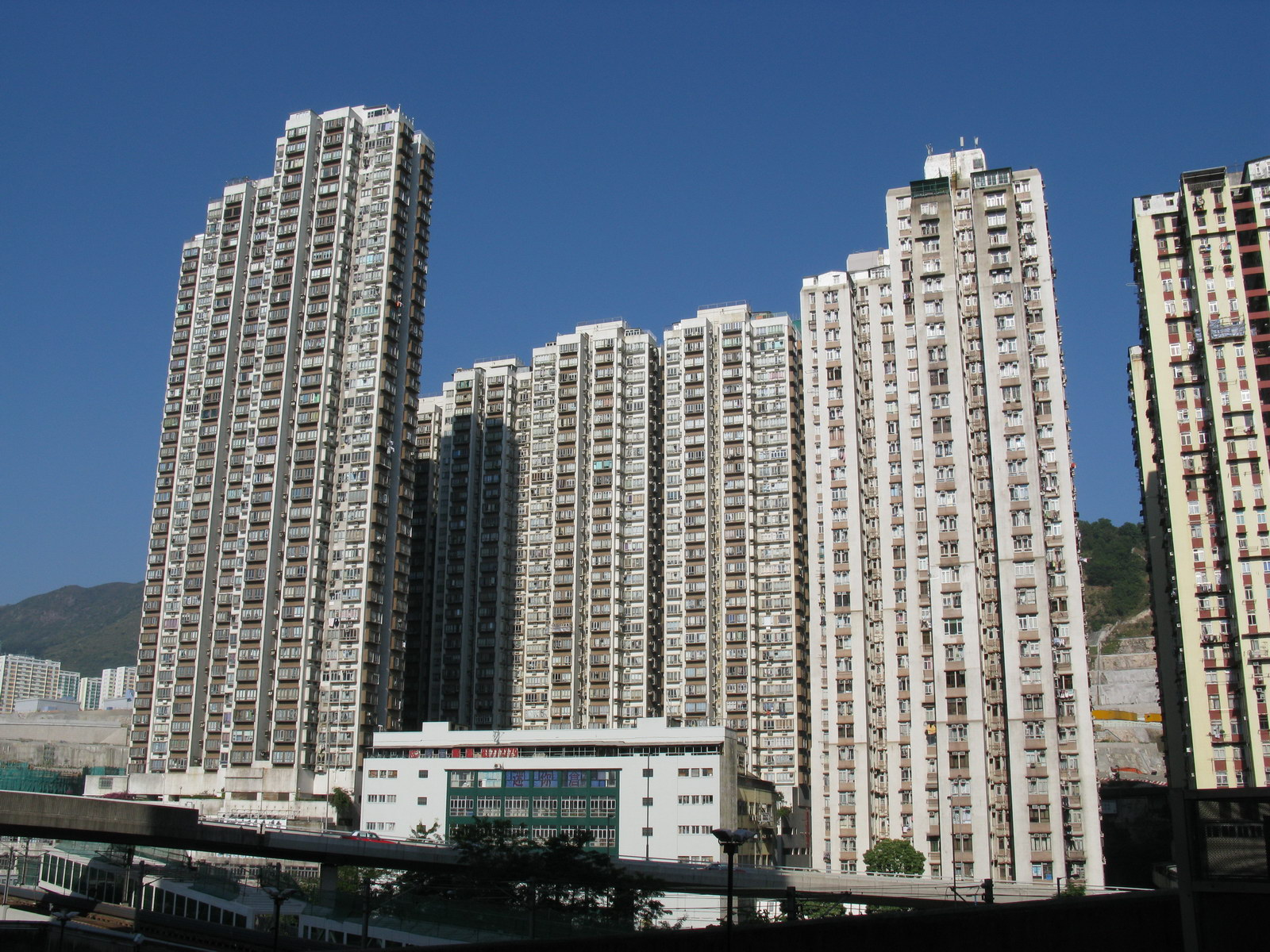
2007年11月的淘大工業村第一座，四級大火前

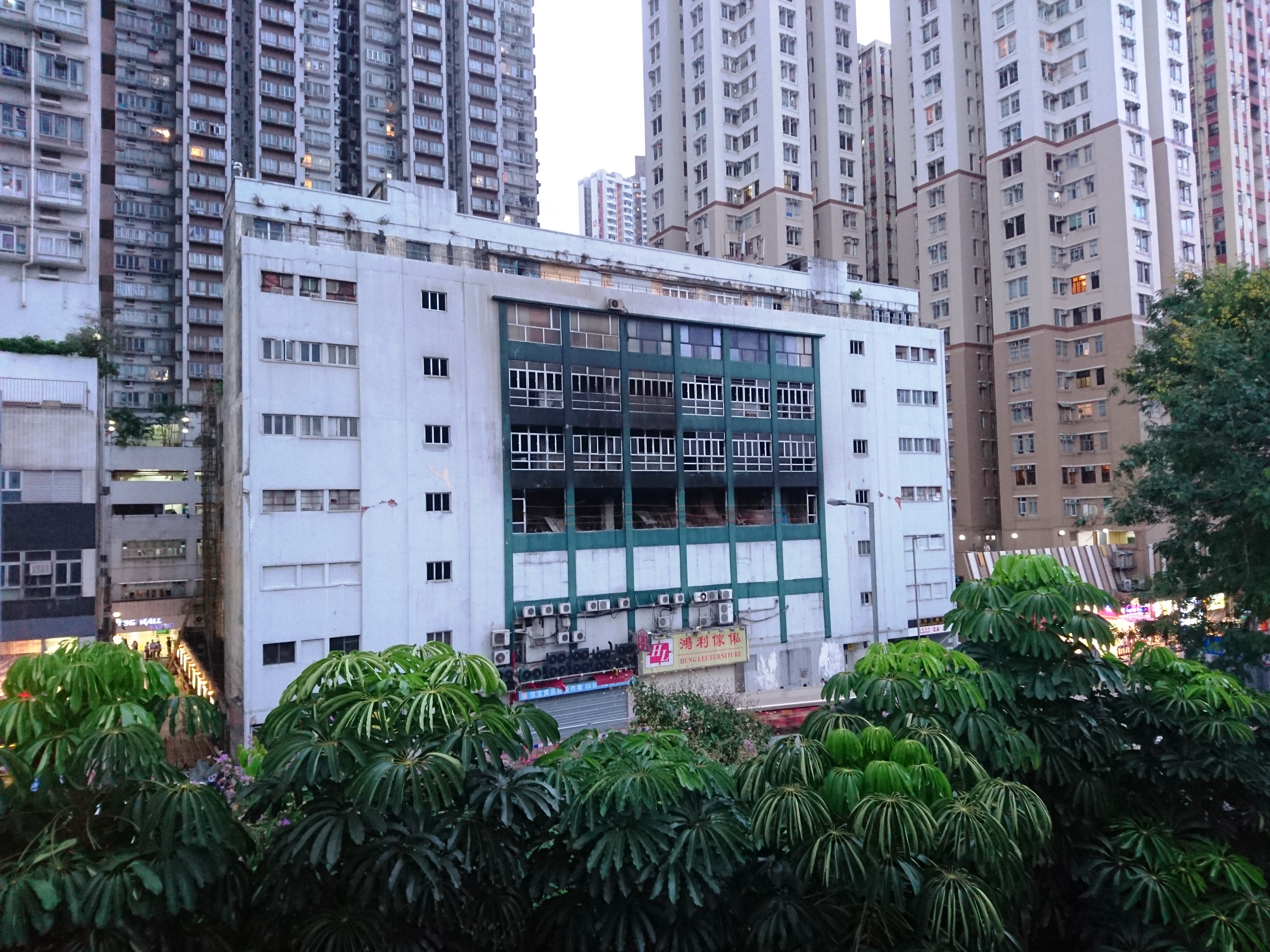
2016年7月的淘大工業村第一座，四級大火後

淘大工業村第一座（1961年－2019年）是位於香港佐敦谷牛頭角道7號的工業大廈，樓高7層，曾經是香港一個大規模工業村淘大工業村的一部份。工業村在1954年開始發展，是淘化大同食品（淘大）生產基地，包括豉油廠、食品廠、汽水廠、紙廠、託兒所同員工宿舍等等，佔地超過20萬平方呎。恒隆現時持有大廈逾八成業權，包括地下至3樓、7樓全層及5樓A室等，涉及樓面逾7萬方呎。2016年發生迷你倉大火後，恒隆地產在2017年申請將物業強制拍賣。到2019年3月26日，恒隆以底價20.756億元成功統一項目業權，興建皓日住宅大廈及附設商舖，而大廈最終於2019年11月中旬開始清拆，2020年3月中完成。

## 業權
1978年，淘大以2億港元將工業村約22.26萬平方呎土地賣給恒隆集團改為住宅發展（即淘大花園）。唯獨1961年落成的第一座因未能集齊業權，故多年來一直維持用作工廈用途，未有拆卸。其中地舖在1961年12月以67.98萬元出售予仁孚汽車作為汽車維修廠，到1987年再轉售予鄧成波，由佳寶超級市場以32.8萬元租用舖位。2017年11月，恒隆地產以5.18億港元購回地舖。
此外，恒隆地產亦向恒隆集團以2.25億港元收購淘大工業村4個工作室單位，令到恒隆地產持有的業權增至84%。

## 大火發生前租戶
| 樓層 | 設施分佈 |
| 7    | 時昌迷你倉（全層）                                                                                                 |
| 6    | 時昌迷你倉（全層）                                                                                                 |
| 5    | 時昌迷你倉、中國基督徒傳道會中基堂（C-D室）、偉光金屬製品廠（C室）、華新彩色印刷廠（D室）、怡和毛巾織造廠（D室）   |
| 4    | 時昌迷你倉、金燈臺教會（A室）、威迅冷氣電機工程有限工場公司（A2室）、新城裝修公司（C室）、銘記裝修水電、銘記迷你倉 |
| 3    | 時昌迷你倉（全層）                                                                                                 |
| 2    | 時昌迷你倉（全層）                                                                                                 |
| 1    | 時昌迷你倉（全層）                                                                                                 |
| G    | 鴻利傢俬店、佳寶食品超級市場                                                                                       |

## 火警
淘大工業村第一座內有大量迷你倉。在2016年6月21日早上10時59分，三樓200多個迷你倉突然起火，其後更蔓延至4樓及五樓晚上升為四級，造成2死12傷。高級消防隊長張耀升及消防隊目許志傑分別在火警第一日和第三日殉職。其後大廈已空置。

## 重建
持有業權逾8成的恒隆地產，2017年向土地審裁處申請將物業強制拍賣，物業估值近6.42億元，日後計劃重建為住宅和商舖。
2021年11月24日，恒隆地產將重建項目正式命名為「皓日 THE APERTURE」。

## 鄰近建築
- 得寶商場
- 得寶花園